# Culjković
Culjković (en serbe cyrillique : Цуљковић) est un village de Serbie situé sur le territoire de la ville de Šabac, district de Mačva. Au recensement de 2011, il comptait 595 habitants.

## Démographie

### Évolution historique de la population
| 1948  | 1953  | 1961  | 1971 | 1981 | 1991 | 2002 | 2011 |
| ----- | ----- | ----- | ---- | ---- | ---- | ---- | ---- |
| 1 048 | 1 089 | 1 007 | 875  | 840  | 800  | 720  | 595  |

|  |